# Grimaldi Group

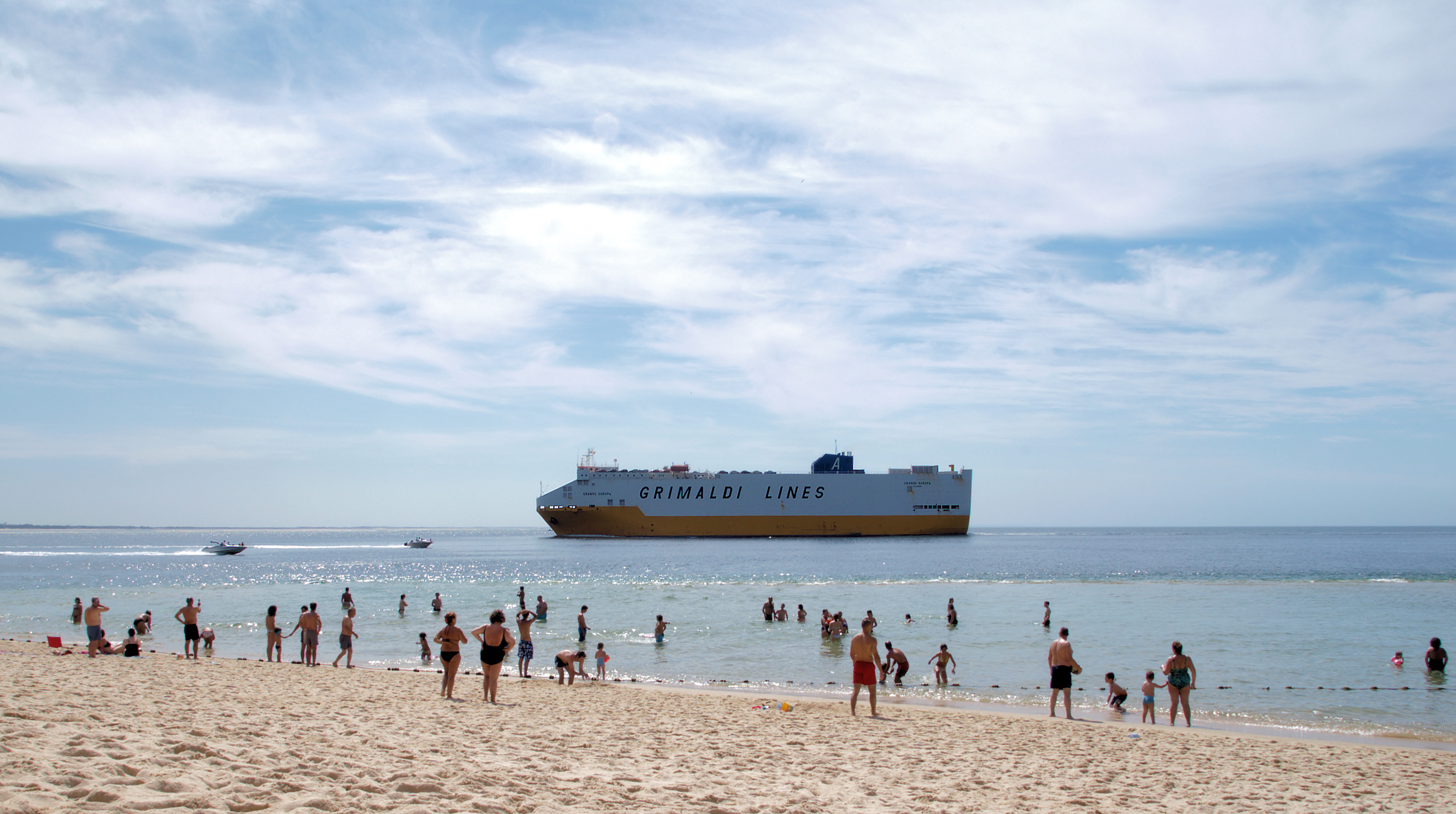
Ett av Grimaldi Lines fartyg på väg mot hamnen i Setúbal i Portugal.

Grimaldi Group är ett privatägt rederi grundat 1947 som ägs av Guido Grimaldi och har sitt huvudkontor i Palermo i Italien. Grimaldi har ett stort antal RoRo-fartyg samt världens för närvarande längsta kryssnigsfärja.
Grimaldigruppen äger Wallhamn på Tjörn.